# ريتشارد فرانكس
ريتشارد فرانكس (بالإنجليزية: Richard Franks)‏ هو سياسي أسترالي، ولد في 11 أبريل 1870، وتوفي في 3 يوليو 1938. انتخب عضو مجلس نواب تسمانيا.